# 浜名恵美
浜名 恵美（はまな えみ、1950年 - ）は、日本の英文学者、東京女子大学教授、筑波大学名誉教授。

## 人物・来歴
東京都出身。1981年旧・東京都立大学大学院人文科学研究科英文学専攻博士課程単位取得満期退学（修士）。1980年バーミンガム大学大学院修士課程修了、2003年「シェイクスピアとジェンダー 驚異と領有 ジェンダーの驚き」で筑波大学・文学博士。オックスフォード大学（1985～1986年）、ブラウン大学（1993～1994年）等で研修。筑波大学助教授、2001年教授、2016年定年退任、名誉教授、東京女子大学現代教養学部特任教授。専攻は、英語圏文学。とくにシェイクスピアの今日の世界的に多様な上演の研究を行っている。

## 著書
- 『ジェンダーの驚き シェイクスピアとジェンダー』日本図書センター, 2004
- 『文化と文化をつなぐ =シェイクスピアから現代アジア演劇まで』筑波大学出版会, 2012
- Shakespeare Performances in Japan : Intercultural-multilingual-translingual　春風社, 2019

### 共編
- 『アメリカナイゼーション 静かに進行するアメリカの文化支配』津田幸男共編. 研究社, 2004

### 翻訳
- ジャクソン・I.コープ『<魔>のドラマトゥルギー ルッツァンテからグリマルディにいたる反演劇研究』高山宏共訳. ありな書房, 1986
- リチャード・オールティック『ロンドンの見世物』全3巻　小池滋監訳　高山宏、森利夫、井出弘之、村田靖子共訳 国書刊行会, 1989-1990
- アラダイス・ニコル『ハーレクィンの世界 復権するコンメディア・デッラルテ』岩波書店, 1989
- フランセット・パクトー『美人 あるいは美の症状』研究社出版, 1996
- カミール・パーリア『性のペルソナ　古代エジプトから19世紀末までの芸術とデカダンス』上、鈴木晶、入江良平、富山英俊共訳、河出書房新社、1998年